# Acontia fascialis
Acontia fascialis is een vlinder uit de familie van de uilen (Noctuidae). De wetenschappelijke naam van de soort is, als Tarache fascialis, voor het eerst geldig gepubliceerd in 1894 door Hampson.